# Patrick Brandt
Patrick Brandt (* 2. September 1956 in Hamburg) ist ein deutscher Produktionsleiter, Produzent, Aufnahmeleiter und Regieassistent.

## Leben
Nach dem erfolgreichen Abschluss der Kochschule als Jahrgangsbester holte Patrick Brandt sein Abitur nach und begann das Studium der Soziologie. Dieses schloss er erfolgreich mit einem Diplom ab. Schon seit seiner Jugend interessierte er sich für den Film. Während des Studiums besuchte er häufig die Vorlesungen der Film- und Medienfachschaft. Dabei lernte er unter anderem Hans-Christoph Blumenberg kennen, mit dem er später die Rotwang Film gründete. 
Patrick Brandt lebt in Hamburg und hat zwei Kinder, Antonia Brandt (* 1994) und Benedict Brandt (* 1997).

## Filmografie
- 1986: Der Flieger
- 1988/1989: In meinem Herzen, Schatz…
- 1990/1991: Lebewohl, Fremde
- 1991/1992: Utz
- 1994: Rotwang muß weg!
- 1995: Beim nächsten Kuß knall’ ich ihn nieder
- 1995: Neulich am Deich
- 1998/2000: Manila
- 1998/1999: Absolute Giganten
- 2000: Geschwisterliebe
- 2001: Die Hoffnung stirbt zuletzt
- 2001: Planet der Kannibalen
- 2002–2008: Das Duo
- 2003: Der Liebhaber
- 2005: Sophie Scholl – Die letzten Tage
- 2006/2007: Kein Bund fürs Leben
- 2008: Liebe im Halteverbot
- 2008/2010: Friendship!
- 2008/2009: Ghosted
- 2008/2009: Maria, ihm schmeckt’s nicht!
- 2009/2010: Teufelskicker
- 2010: Es war einer von uns
- 2010/2011: Der Himmel hat vier Ecken
- 2010/2011: 4 Tage im Mai
- 2011: Vater Mutter Mörder
- 2011: Schwarze Tiger, weiße Löwen
- 2011/2012: Die Ballade von Cenk und Valerie
- 2012: Borowski und der stille Gast
- 2012: Borowski und der freie Fall
- 2012/2013: Borowski und der brennende Mann
- 2013: Borowski und der Engel
- 2013/2014: Borowski und das Meer
- 2013/2014: Ich will Dich
- 2014: Tatortreiniger
- 2014: Borowski und der Himmel über Kiel
- 2014: Borowski und die Kinder von Gaarden
- 2015: Tatort: Borowski und die Rückkehr des stillen Gastes
- 2016: Tatort: Borowski und das Fest des Nordens
- 2016: Tatort: Borowski und das verlorene Mädchen
- 2017: Tatort: Borowski und das dunkle Netz
- 2017: Tatort: Borowski und das Land zwischen den Meeren
- 2018: Tatort: Borowski und das Haus der Geister
- 2018: Praxis mit Meerblick – Brüder und Söhne
- 2018: Praxis mit Meerblick – Der Prozess
- 2019: Tatort: Borowski und das Glück der Anderen
- 2020: Praxis mit Meerblick – Sehnsucht
- 2020: Praxis mit Meerblick – Familienbande
- 2020: Unorthodox